# Earinis minor
Earinis minor är en skalbaggsart som beskrevs av Lea 1916. Earinis minor ingår i släktet Earinis och familjen långhorningar. Inga underarter finns listade i Catalogue of Life.